# نادي دين بوس
نادي دين بوس (بالهولندية: FC Den Bosch) نادي كرة قدم هولندي، أسس النادي في يوم 18 أغسطس سنة 1965م.
وقد لعب رود فان نيستلروي في نادي دين بوس.

## الإنجازات
- الدوري الهولندي : بطل الدوري سنة 1948م .
- كأس هولندا : الوصيف سنة 1991م

## وصلات خارجية
- Official website